# Deklaracja wersalska
Deklaracja wersalska – ogłoszona 3 czerwca 1918 deklaracja Wielkiej Brytanii, Francji i Włoch w sprawie przywrócenia niepodległości Polski po pierwszej wojnie światowej.
Przewidywała utworzenie „zjednoczonego i niepodległego państwa polskiego z wolnym dostępem do morza”.